# شاراد كيلكار
شاراد كيلكار هو عارض وممثل هندي، ولد في 7 أكتوبر 1976 في الهند.

## أعمال

### أفلام
- (2017) بادشاهو

## وصلات خارجية
- شاراد كيلكار على موقع IMDb (الإنجليزية)
- شاراد كيلكار على موقع قاعدة بيانات الفيلم (الإنجليزية)